# Minderbroederskerk (Sint-Truiden)
De Minderbroederskerk, ook wel Sint-Franciscus-Solanuskerk, is een barok kerkgebouw in de Belgisch-Limburgse stad Sint-Truiden. De kerk is toegewijd aan de heilige Franciscus Solanus, een Spaanse franciscaan, die vooral in Zuid-Amerika wordt vereerd. Het rijke interieur van de kerk is een belangrijk voorbeeld van barokarchitectuur in de Zuidelijke Nederlanden.
Aan de kerk is een klooster verbonden, dat nog steeds door paters franciscanen wordt bewoond. In een deel van het klooster is 'Museum De Mindere' gevestigd.

## Geschiedenis
De minderbroeders vestigden zich waarschijnlijk in 1226 in Sint-Truiden, het jaar waarin de ordestichter Franciscus van Assisi overleed. De paters, die als leden van een bedelorde in hun onderhoud voorzagen door middel van aalmoezen, hielden zich onder andere bezig met daklozenopvang, ziekenverpleging en bluswerkzaamheden bij brand. Rond 1257 begon de bouw van het klooster op de huidige locatie naast de stadswal, vlak bij de Clockempoort. De eerste kerk werd in 1258 voltooid. Deze vroeggotische kerk werd in 1730 gesloopt en vervangen door de huidige barokke kerk, die van 1731-35 gebouwd werd, mogelijk onder leiding van pater Johannes Bolgrez, die ook bij de bouw van het stadhuis betrokken was. In 1780 werd de kerk verlaagd. Na de komst van de Fransen, werd het klooster in 1797 opgeheven en de goederen openbaar verkocht. De franciscanen slaagden er echter in veel van de inventaris op te kopen. In 1830 heropende het klooster. Bij een bombardement in 1940 werden kerk en klooster zwaar beschadigd, waarbij het dak en een deel van het meubilair verloren gingen. De kerk werd nog in hetzelfde jaar hersteld, waarbij het gewelf tot op de oorspronkelijke hoogte van vóór 1780 werd opgetrokken.
De kerk werd bij decreet van de Bisschop van Hasselt op 17 maart 2019 herbestemd voor profaan niet aanstootgevend gebruik. De stad Sint-Truiden is de nieuwe gebruiker.

## Beschrijving kerk en klooster

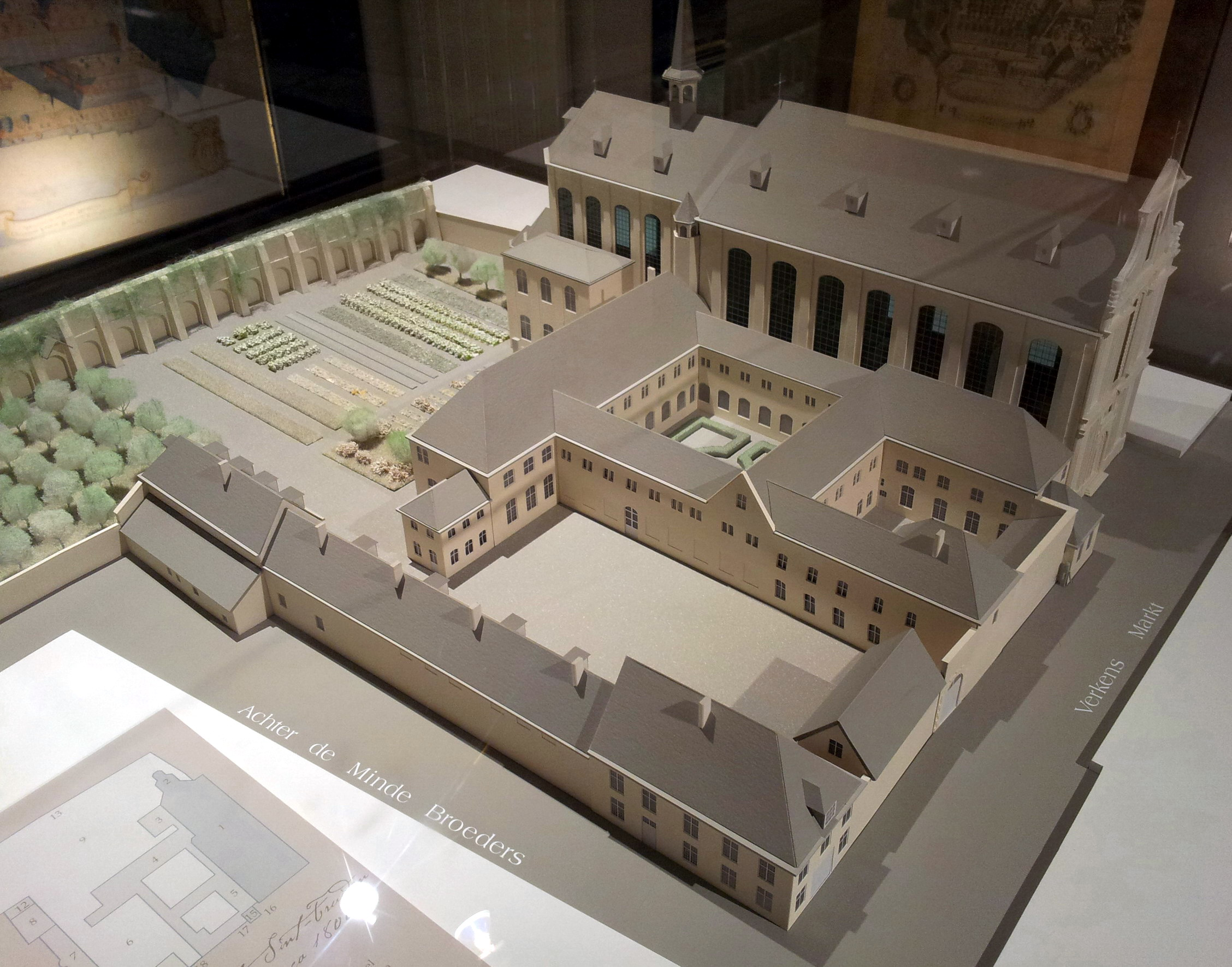
Maquette Minderbroedersklooster (collectie Museum Vlaamse Minderbroeders)

### Exterieur kerk
De kloosterkerk is gedeeltelijk georiënteerd; het priesterkoor bevindt zich aan de noordoostelijke zijde. De zuidwestelijke façade maakt deel uit van de straatwand van de Minderbroedersstraat. De kerk is 74 m lang, 16 m breed en 24 m hoog. Het gebouw heeft de plattegrond van een ruime zaalkerk met een eenbeukig schip van zeven traveeën en een langgerekt, smaller koor van vijf traveeën, met een driezijdige afsluiting. Aan de noordzijde van het koor bevindt zich de sacristie. De kerk is een bakstenen gebouw op een hoge plint van Naamse steen (Maaskalksteen) met mergelstenen hoekbanden. Het zadeldak is gedekt met leisteen en heeft boven het koor een dakruiter met daarin een klokkenstoel.
De barokke pilastergevel heeft door haar hoogte en geringe breedte een sterke verticale werking, hetgeen versterkt wordt door de hoogopgaande pilasters. De derde geleding van de gevel heeft een typisch barokke ingezwenkte geveltop, met voluten en siervazen, en wordt bekroond door een driehoekig fronton met beeldhouwwerk, waarop een kruis en vlammende toortsen zijn geplaatst. Het portaal en de ramen in de voorgevel hebben rondbogen. In een nis is een beeld van Franciscus Solanus geplaatst. De bakstenen zijgevels van de kerk zijn eenvoudig; het metselwerk wordt alleen onderbroken door vlakke pilasters en getoogde ramen met glas in lood.

### Exterieur klooster
Het Minderbroedersklooster strekt zich uit tussen het Minderbroedersplein, de Minderbroedersstraat, de Capucienessenstraat en de stadsmuur van Sint-Truiden. Het complex bestaat uit enkele kloostervleugels rondom twee binnenplaatsen. Aan de Capucienessenstraat en op de plaats van de vroegere infirmerie bevinden zich enkele recente gebouwen. De gevel van het klooster aan de Minderbroedersstraat is vrijwel blind. Van de gebouwen rondom de eerste binnenhof bleef na het bombardement van 1940 alleen de benedenverdieping bewaard, waaronder de oorspronkelijke kloostergang met brede spitsboogvensters. De bovenverdiepingen werden na 1940 in eclectische stijl opgetrokken. De gebouwen rondom de tweede binnenhof zijn relatief recent, uit 1836, 1907 en 1932.
De kloostertuin werd in 1926 uitgebreid toen het naburige zustersklooster van de visitandinnen werd opgeheven. In de tuin bevindt zich onder andere een oude beuk. De tuin wordt begrensd door de overgroeide stadsmuur, een zware, bakstenen muur met steunberen. Een gevelsteen herinnert aan de verhoging van de muur door de minderbroeders in 1630.

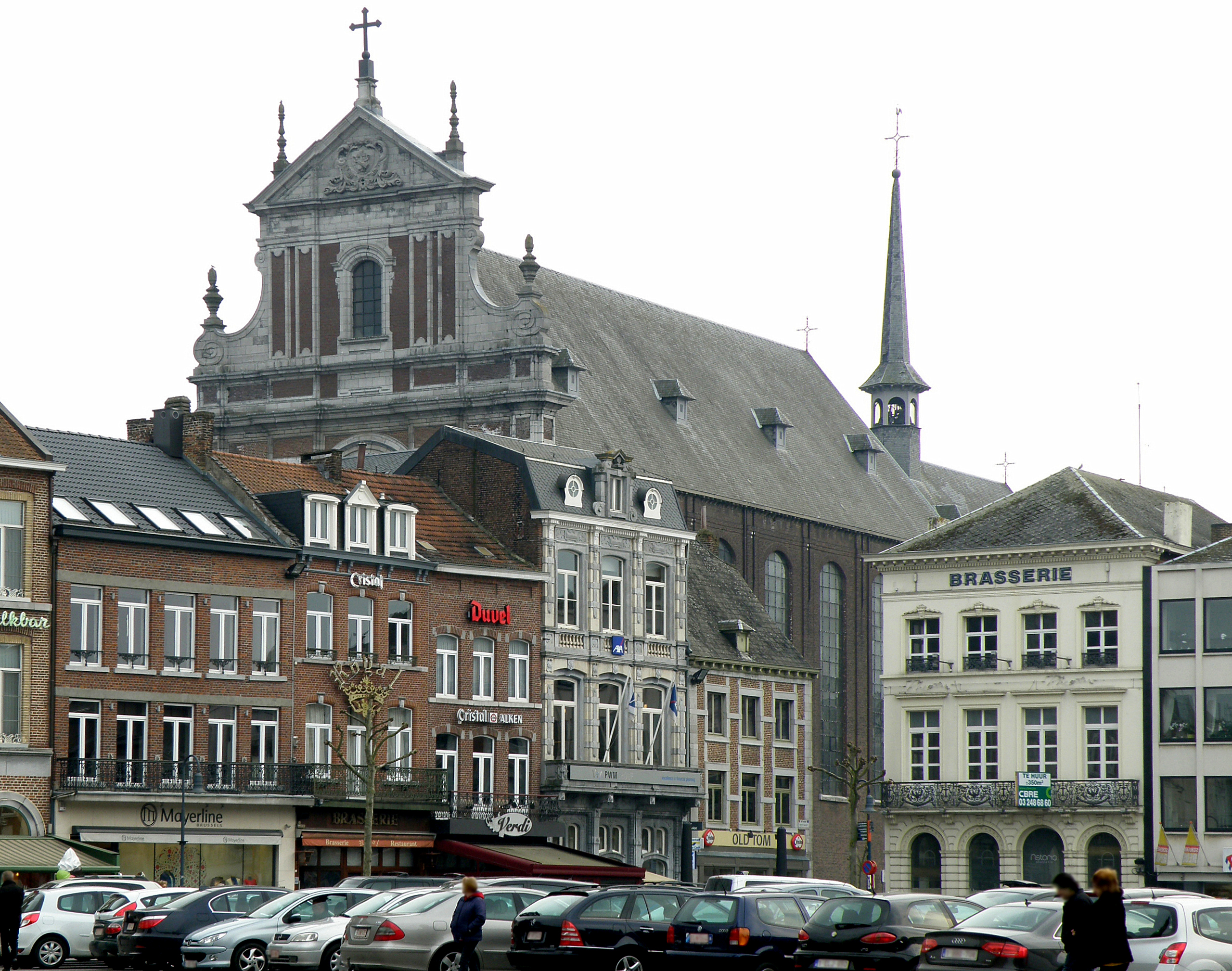
Kerk vanaf Grote Markt
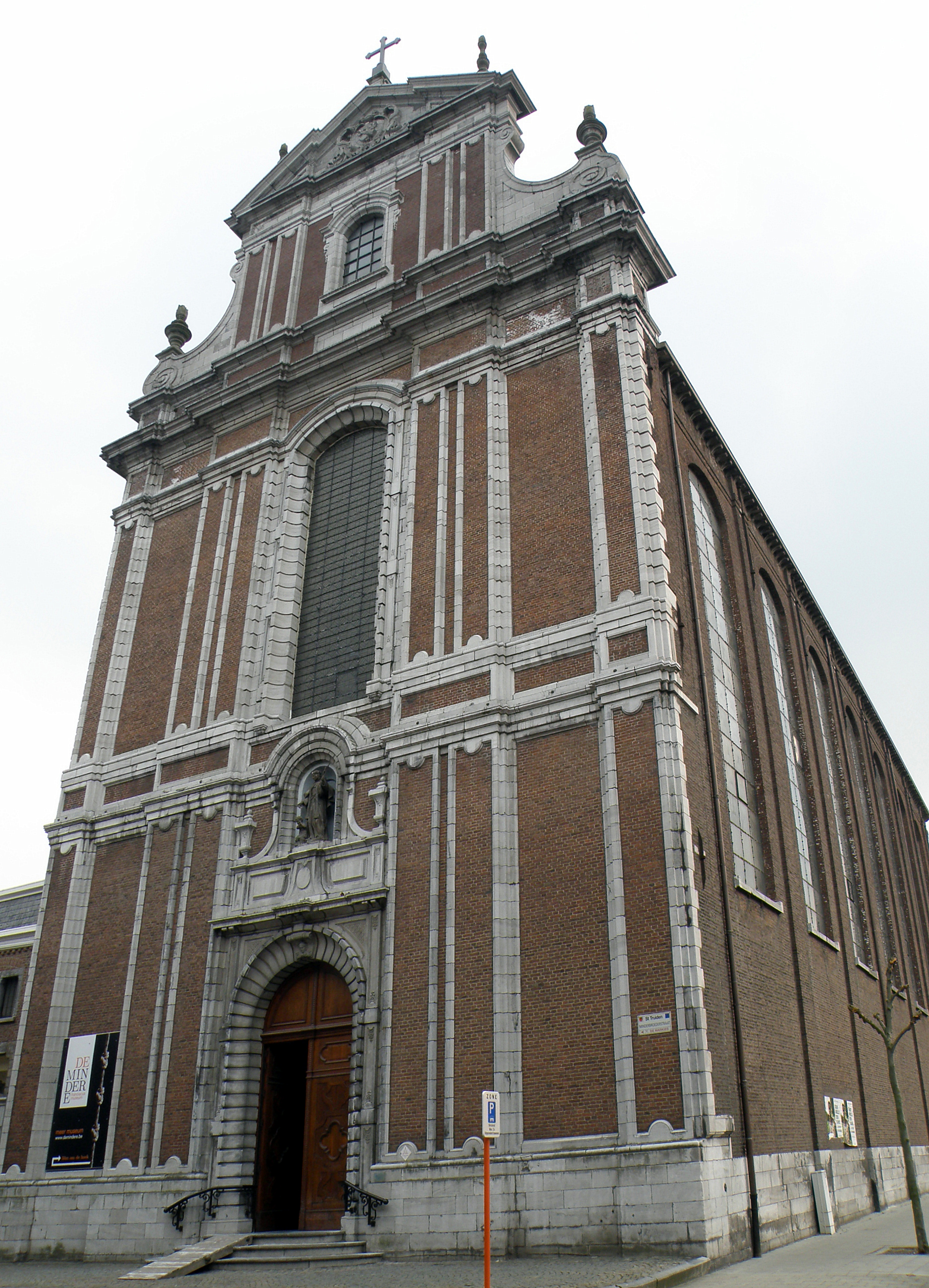
Barokfaçade
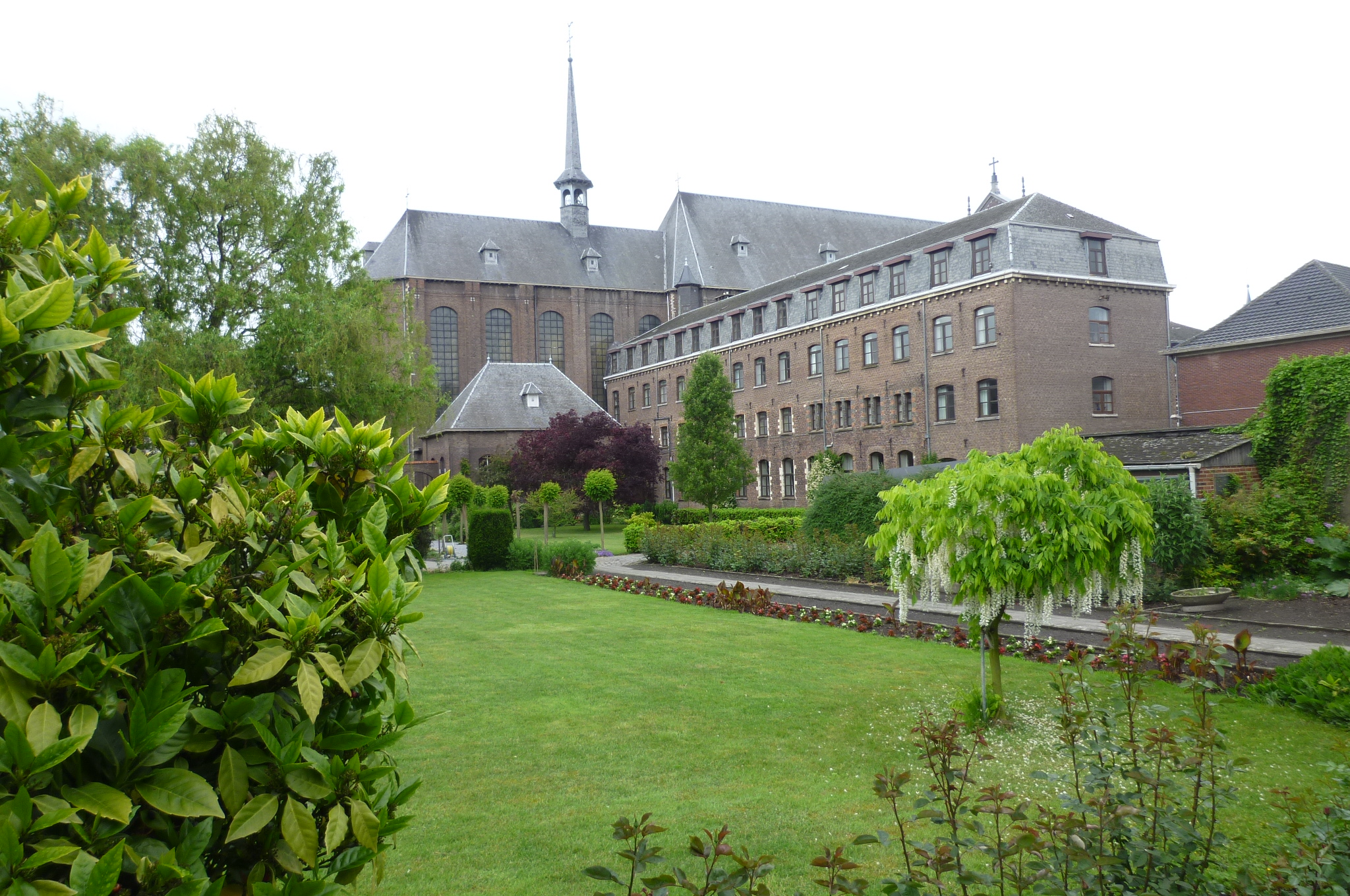
Kloostertuin
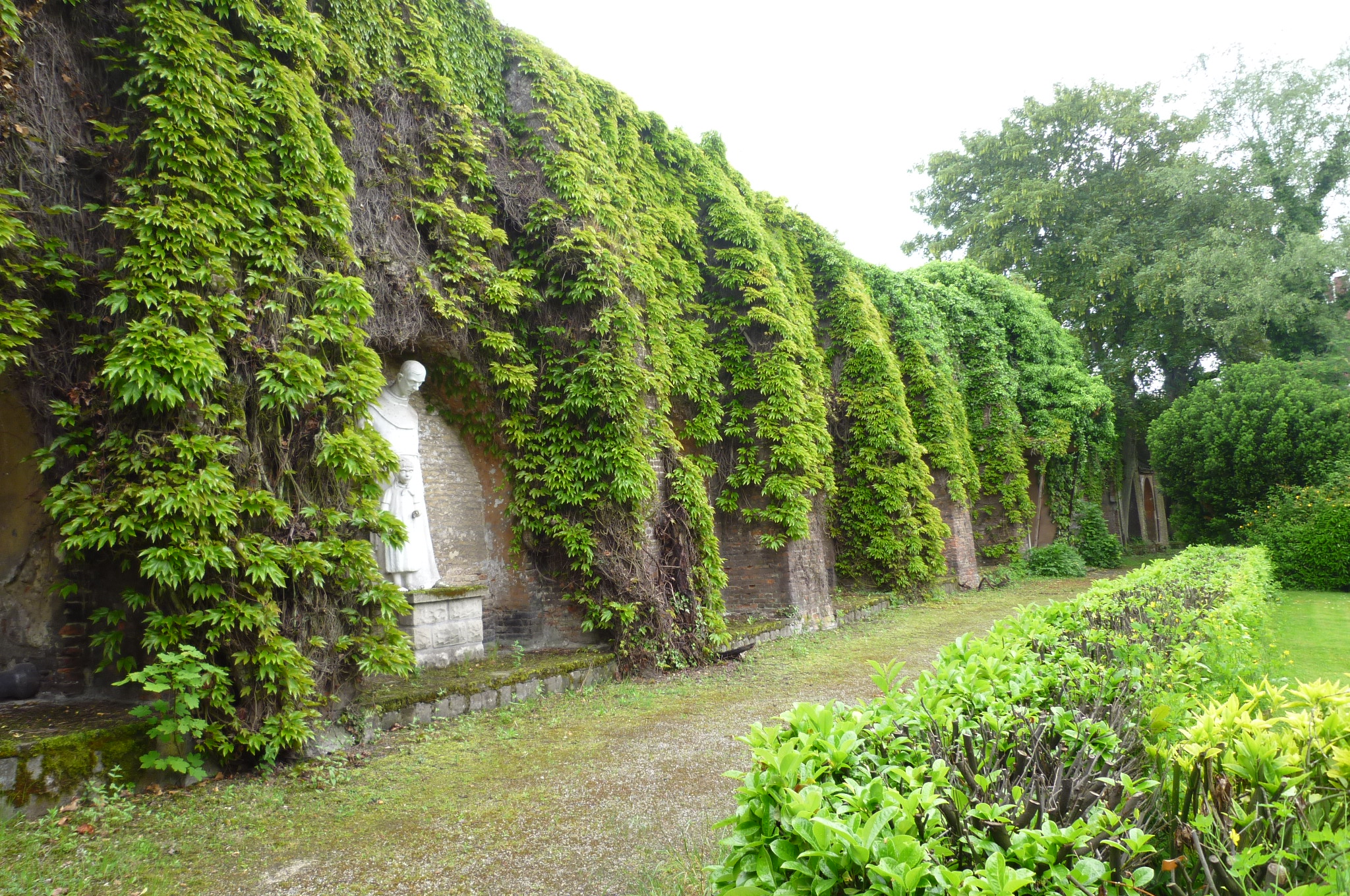
Restant stadsmuur

### Kerkinterieur
De kerk heeft een rijk barok interieur, dat na oorlogsschade is aangevuld. Het interieur is volledig witgepleisterd. Tussen de ramen, waarvan enkele met gebrandschilderd glas, bevinden zich medaillons met sierstucwerk in rococostijl, waarin de portretten van Franciscanen zijn te herkennen. De pilasters hebben Korinthische kapitelen en ondersteunen gordelbogen met sierstucwerk. Het eenbeukige kerkschip wordt gedekt door kruisribgewelven; de apsis met een half koepelgewelf. Achter het koor bevindt zich de 18e-eeuwse Portiunculakapel met een crypte, waarin zich de graftombe bevindt van Jozef Delbrouck (1870-1898), ofwel Pater Victorinus, een missionaris.
Van het meubilair zijn van belang de laatbarokke zijaltaren uit 1735 en 1741, die tot het oorspronkelijke interieur van de kerk behoren, en het hoofdaltaar, na 1940 in historiserende stijl heropgebouwd naar het voorbeeld van het originele altaar. In de Portiunculakapel staat een verguld en gemarmerd houten altaar in Lodewijk XV-stijl uit 1735. In dezelfde stijl uitgevoerd zijn de eikenhouten preekstoel (ca. 1776) en zes eiken biechtstoelen (3e kwart 18e eeuw).
Van de kunstvoorwerpen in de kerk kunnen genoemd worden een gepolychromeerd houten beeld van de Madonna uit ca. 1480, en een Piëta uit ca. 1600. Het gepolychromeerd houten beeld van Sint-Antonius dateert uit 1699. De veertien witgeschilderde heiligenbeelden (onder anderen de lokale heiligen Trudo en Godfried van Melveren), op sokkels geplaatst tegen de pilasters, zijn laat-19e-eeuws.

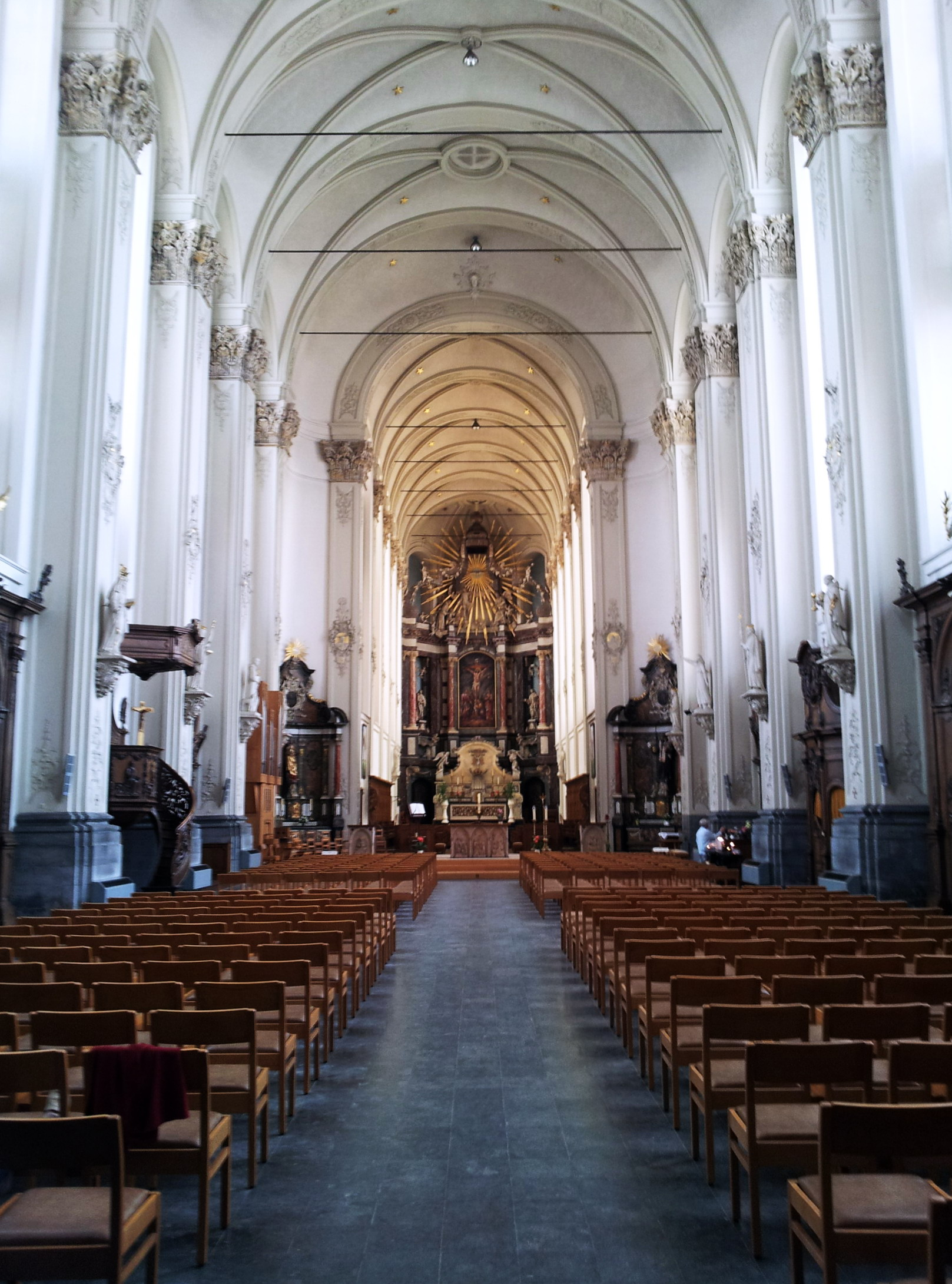
Overzicht interieur
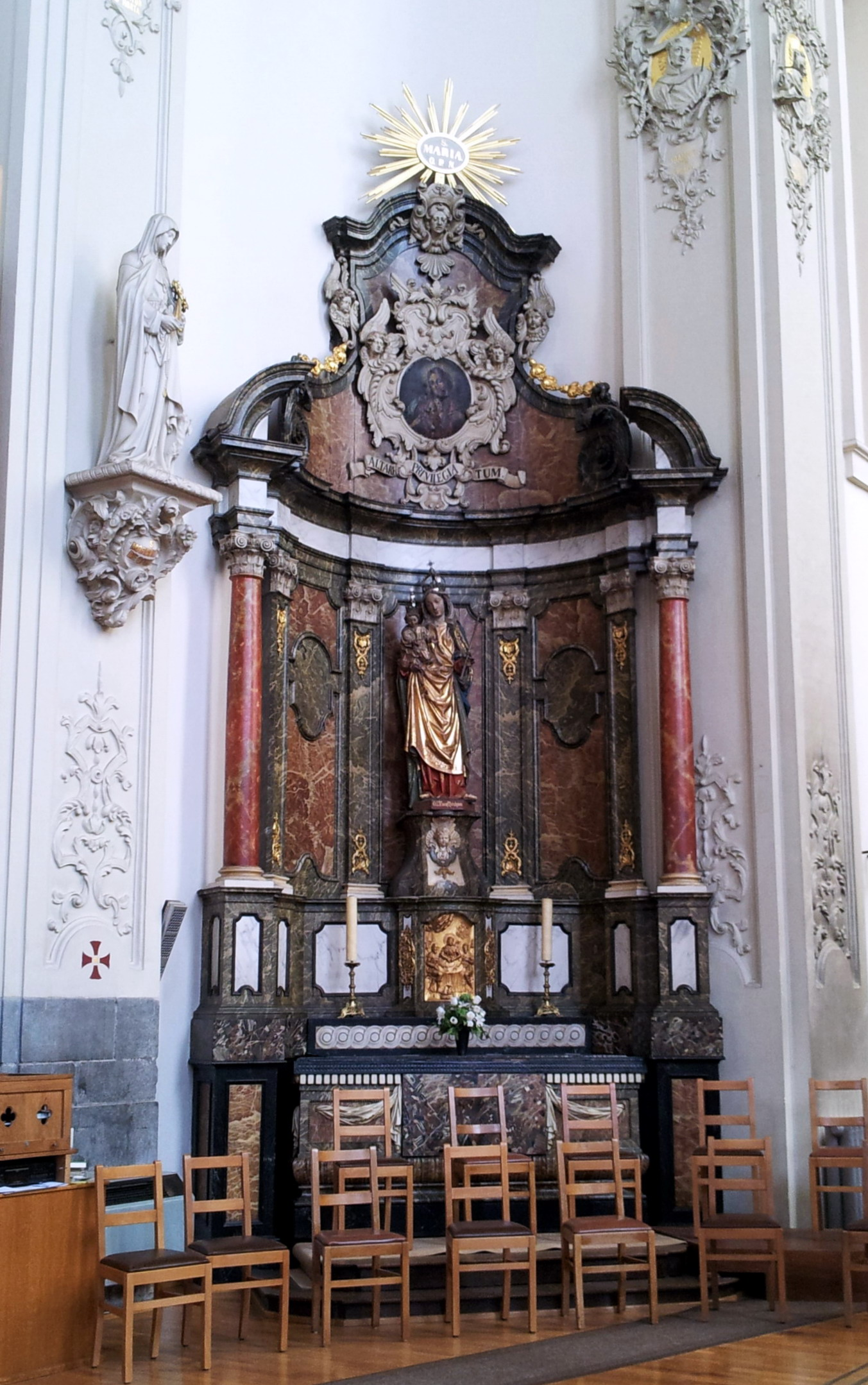
Maria-altaar
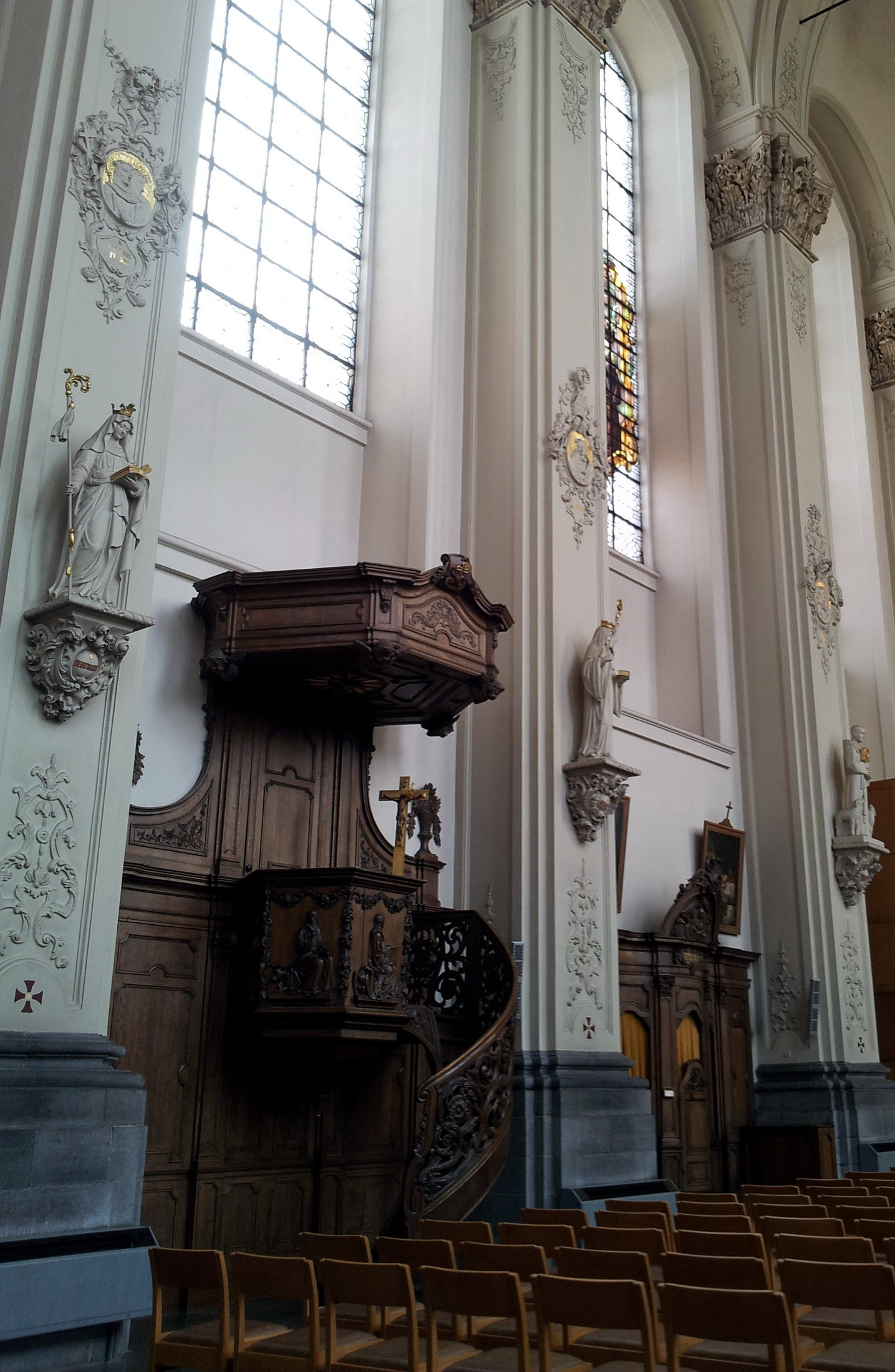
Preekstoel
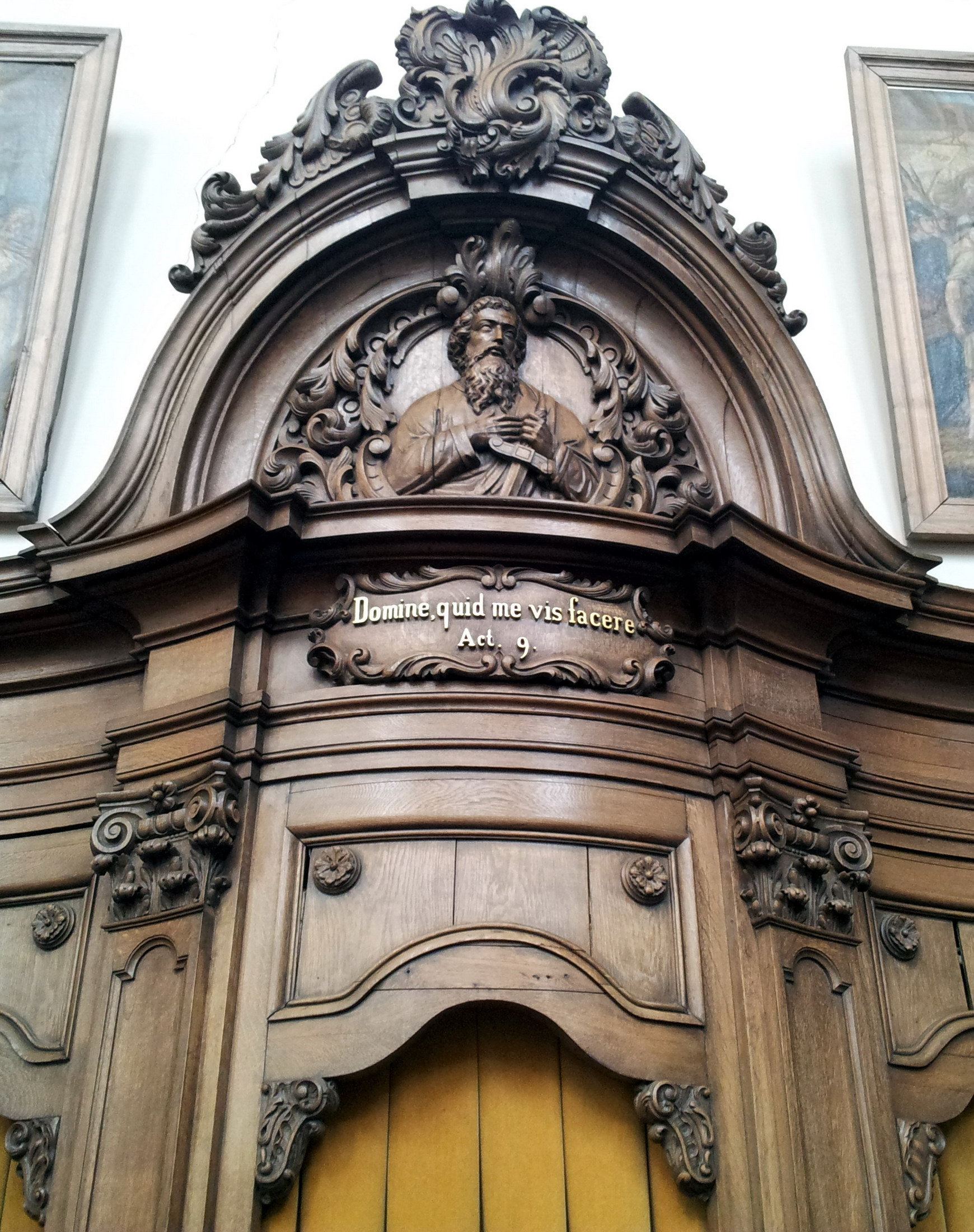
Detail biechtstoel

### Museum De Mindere
In een vleugel van het Truiense minderbroedersklooster is het Museum De Mindere, voorheen  Museum Vlaamse Minderbroeders geheten, ondergebracht. Het museum geeft een toelichting op het leven van Sint-Franciscus en de geschiedenis van de kloosterorde, en beheert tevens het religieus erfgoed van een aantal (opgeheven) minderbroederskloosters in Vlaanderen. In de museumcollectie bevinden zich onder andere schilderijen, beelden, grafisch werk, liturgisch vaatwerk, liturgische gewaden, voorwerpen uit het kloosterleven en een maquette van het Minderbroedersklooster in Sint-Truiden. Het meest opmerkelijke kunstwerk uit de collectie is de drinkkom van Sint-Franciscus van Assisi. Deze kom moet afkomstig zijn van het inmiddels verdwenen minderbroedersklooster van Mechelen.

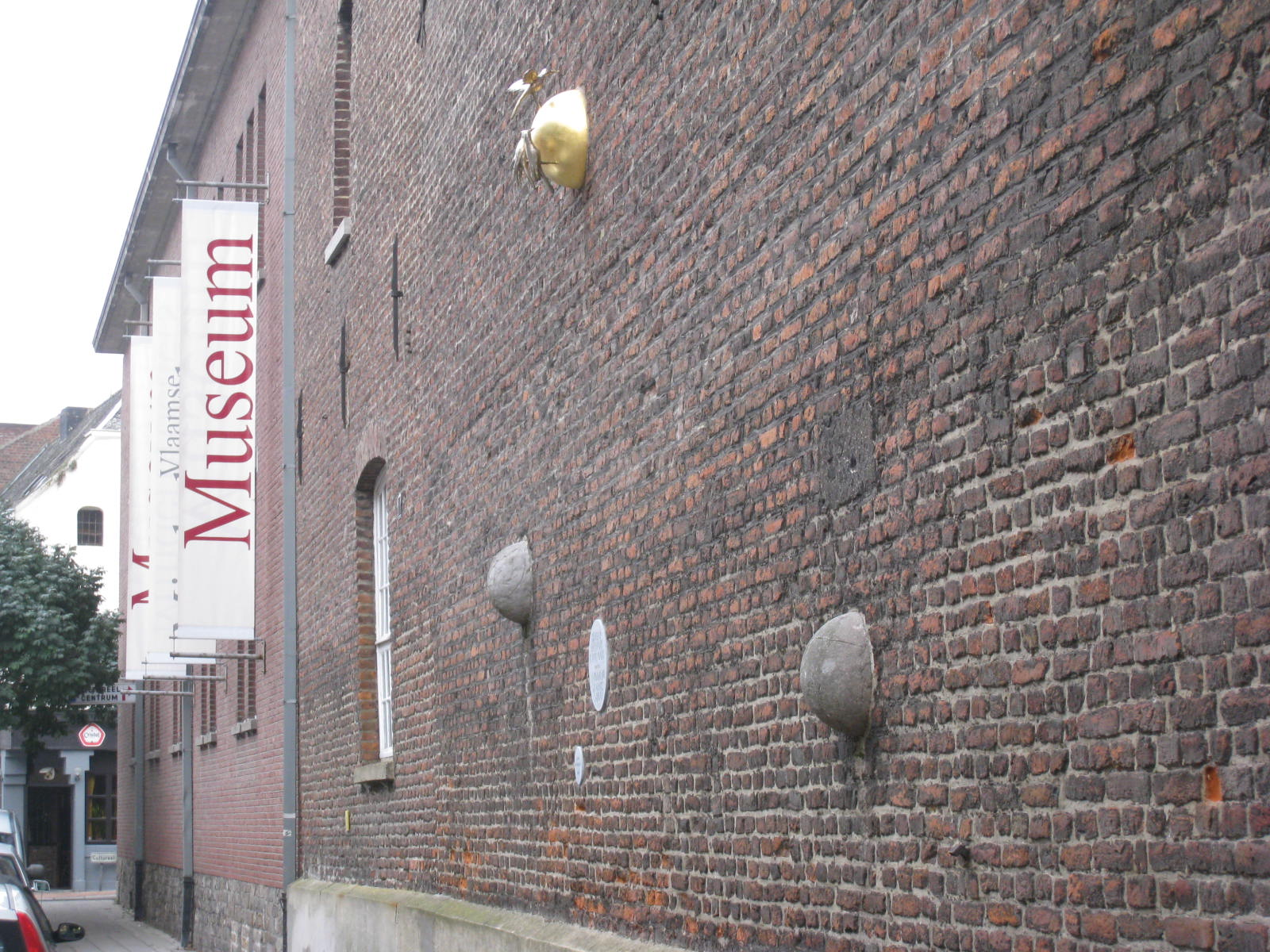
Ingang museum Capucienessenstraat
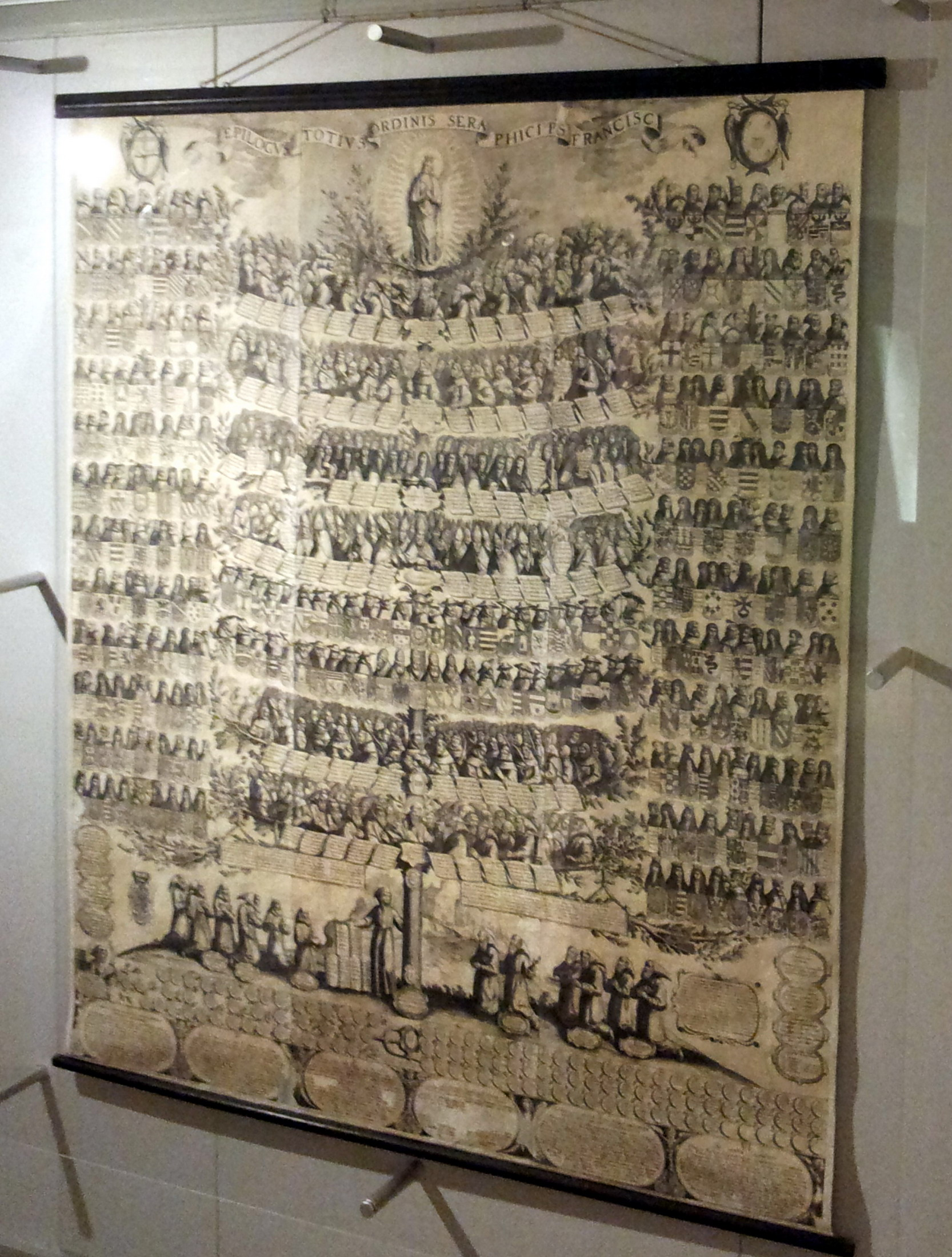
Overzicht Franciscaanse heiligen
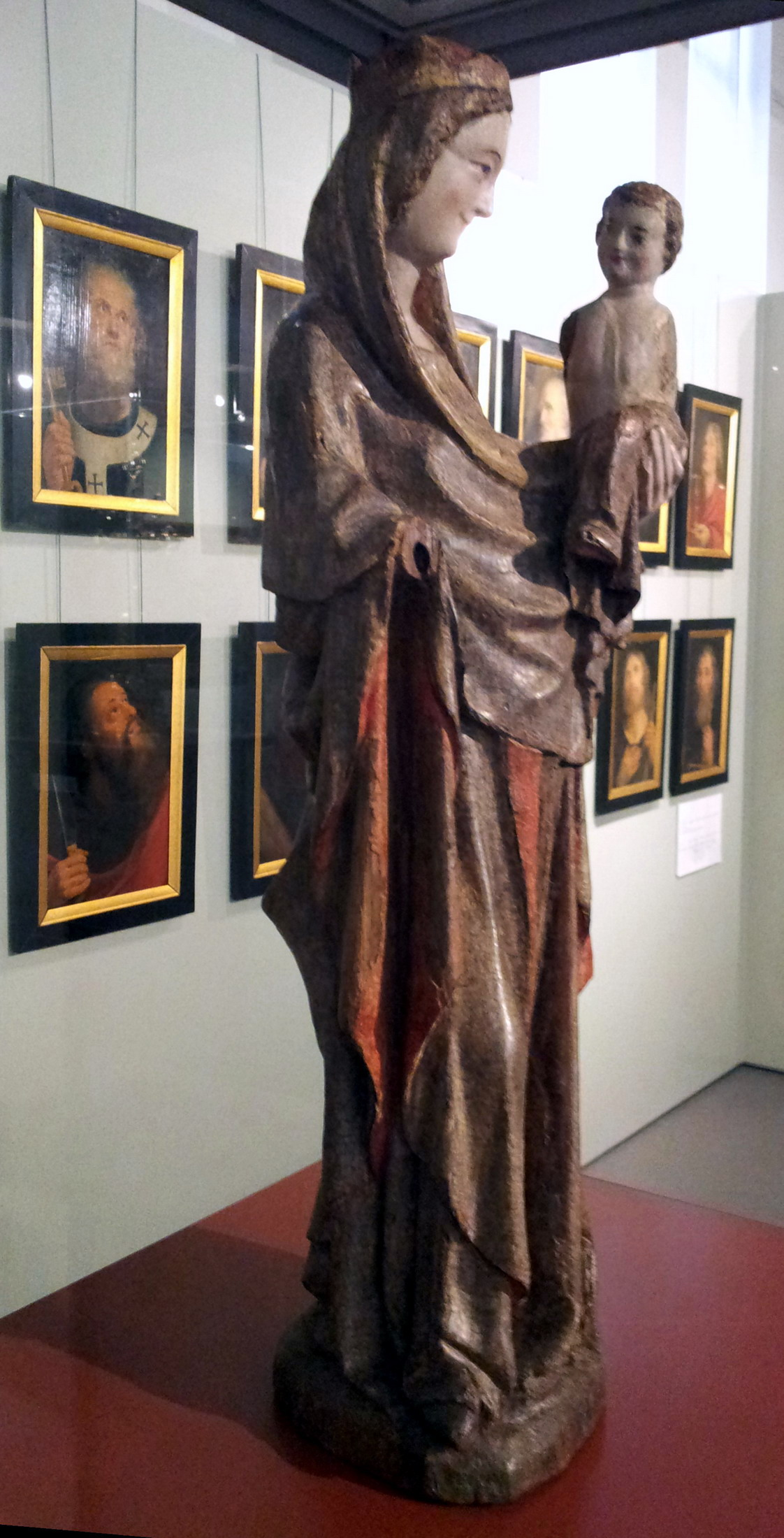
Kunst uit minderbroederskloosters
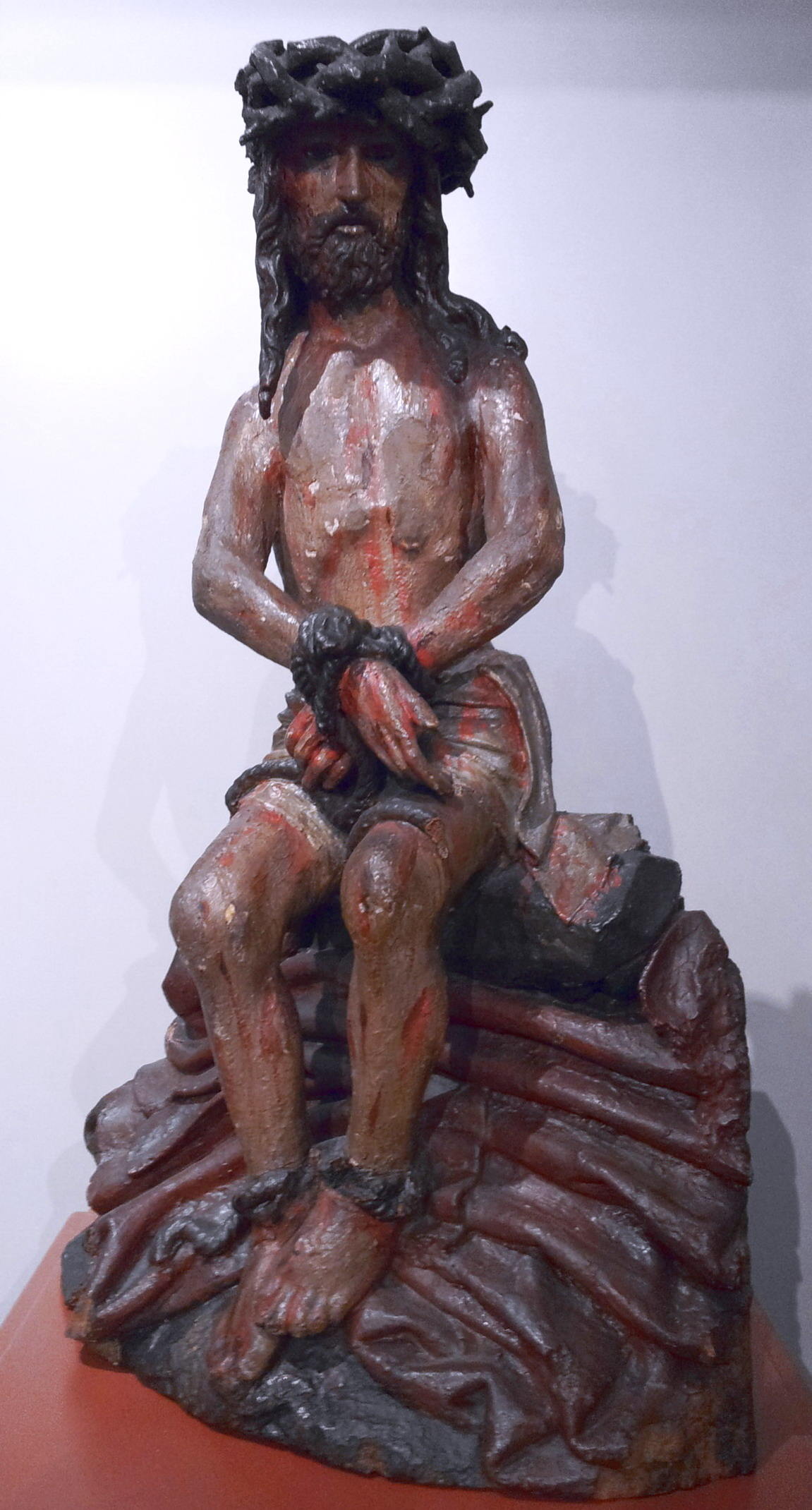
Christus-op-de-Koude-Steen (ca. 1500)